# مهاجم مقبره: سالگرد
مهاجم مقبره: سالگرد (به انگلیسی: Lara Croft Tomb Raider: Anniversary) یک بازی ویدئویی در سبک اکشن-ماجراجویی از مجموعه بازی‌های مهاجم مقبره به سازندگی کریستال داینامیکس و طراحی توبی گارد که توسط شرکت ایدوس اینتراکتیو در تاریخ ۱ ژوئن ۲۰۰۷ برای پلی‌استیشن همراه، پلی‌استیشن ۲، ویندوز، وی، ایکس‌باکس ۳۶۰، و اواس ده منتشر شده‌است. این بازی به عنوان نسخهٔ بازسازی شده اولین قسمت در این مجموعه با نام مهاجم مقبره در سال ۱۹۹۶ به شمار می‌رود.